# Чирков, Сергей Николаевич
Сергей Николаевич Чирков (родился 5 июля 1950 в с. Новолимаровка Беловодского района Ворошиловоградской (теперь Луганской) области — украинский прозаик, поэт, публицист, переводчик. Заслуженный работник культуры Украины (1999). Отличник народного образования Украины (1985). Основатель литературной группы «Самотній вовк» (2010).

## Биография

### Семья
Отец Николай Семенович (1927—1999) — сельский водитель, мать Надежда Васильевна (1925—2002) — трактористка, продавец, птичница. Жена Валентина Николаевна (1951) — филолог, заместитель директора частной издательской фирмы. Сын Владислав (1975) — участник боевых действий (2014—2015), младший научный сотрудник Государственного учреждения «Институт общественного здоровья им. А. Н. Марзеева Национальной академии медицинских наук Украины». Дочь Ирина (1978) — менеджер-экономист, директор по производству частной фирмы.

### Образование
Учился в Новолимаровской восьмилетней и Беловодской средней школах (1957—1967). Окончил российское отделение филологического факультета Ворошиловградского государственного педагогического института имени Т. Г. Шевченко (1968—1972 годы) учился на заочном отделении поэзии Литературного института имени М. Горького в Москве (1971—1975).

### Трудовая деятельность
После окончания школы работал заведующим Новолимаровской сельской библиотекой и корреспондентом Беловодской районной газеты «Маяк коммунизма».
Получив высшее образование и отслужив в армии (1972—1973), сосредоточился на журналистской работе:
- литературный сотрудник и завотделом Луганской областной газеты «Молодогвардеец» (1973—1977);
- инструктор сектора печати ЦК ЛКВМ Украины (1977—1980);
- завотделом газеты «Молодежь Украины» (1980—1983);
- заместитель главного редактора Главной редакции литературно-драматических программ Республиканского телевидения (1983—1984);
- ответственный секретарь и главный редактор журнала «Одноклассник» (1984—2003).

Основал два журнала: — «Лель» (1992) и «Лель-ревю» (1994), которые выдавал до 2003 г.. 1994 года учредил и возглавил издательскую фирму.
В 2003—2007 годах ответственный редактор газеты «Известия», в 2008—2012 — первый заместитель главного редактора «Крестьянской правды от Ивана Бокого».
В последующем — на творческой работе.
Член Национального союза журналистов Украны (c 1977), Национального союза писателей Украины (c 1994)

## Творческая деятельность

### Русскоязычный период
В школьные годы печатался в районной газете.
Публикации в коллективном сборнике «Я люблю тебя, жизнь» (1979) и литературной альманахе «Паруса» (1983) остались практически незамеченными.
По-настоящему дебютным можно считать 1988 год, когда выходят сборник стихов «Майские метели», чернобыльская поэма «Как казаки беду хоронили» и перевод на русский язык повести Оксаны Иваненко «Родные дети» (вместе с Георгием Почепцов), которые нашли отклик в критики.
Чирков известен как организатор издательского дела: два десятилетия возглавлял журнал для подростков «Одноклассник», более десяти лет был основателем, издателем и бессменным руководителем журналов «Лель» и «Лель-ревю», директором издательской фирмы «Деркул».
В эти годы он издает книгу стихов «Все остается на земле» (1990), печатает для детей «Повесть о ненайденном пистоль» (2000), участвует в коллективных сборниках «Декалуг» (1994), «Родственные творчеством» (1998), собирает и выпускает книгу воспоминаний «Изобретение Петра Биливоды» (2004), упорядочит и выдает фольклорную сборник «Он меня любит и любит» (1994). Много переводит, в частности — историческую повесть Юрия Ячейкин «Гости из греков», поэзии Павла Тычины, Максима Рыльского, Николая Руденко, Владимира Сосюры, Василия Голобородько, Игоря Калинца, Степана Сапеляка, Петра Биливоды, Ивана Малковича, Николая Лукива, и др.
Подготовил к печати уникальную шеститомный «Историю человеческой любви в анекдотах», которая, к сожалению осталась неизданной.

### Украиноязычный период
На украинский язык перешел после гибели поэта Петра Биливоды (1954—1997), с которым дружил много лет. Украинского языка требовал и журнал «Лель» (1992—2003), который задумывался как чисто национальный проект. На страницах «Леля», в частности, в переводах Сергея Чиркова появились проза Аркадия Аверченко, Виктора Астафьева, Константина Вагинова, Владимира Войновича, Михаила Веллера, Мэтью Булла, Сильвии Бурдон, Анаис Нин, Анн-Мари Вильфранш, поэзия Александра Блока , Валерия Брюсова, Александра Вертинского, Леонида Вышеславского, Андрея Вознесенского.
Древних авторов Азии и Ближнего Востока он переводит с ритмизированных подрядчиков, среди них, в частности, Абу-ль-Атахия, Абу Нувас, Аль-Маарри, Аль-Ахталь, Агафий, Антипатр Фессалоникиець, Аш-Шариф и другие мировые классики.
Создает Чирков и собственные стихи. Значительная часть из них вошла в сборник «На Луне не ходят по земле», работу над которой была завершена в 2008 году. Свет книга не вышла и считается утраченной.
В последние годы сосредоточился на прозе — издал двухтомный роман-путешествие «Ковчег. Колыбельная для смерти» (2012), написал повесть «Дом-Дом» (2013). Активно выступает с публицистическими статьями и политическими комментариями.

## Материалы

### Проза
- «Повесть о ненайденном пистолете» (2000)
- «Істории» (2010)
- «Ковчег. Колыбельная смерти» (2012) Архивная копия от 6 мая 2016 на Wayback Machine
- «Дом-Дом» (2013) Архивная копия от 6 мая 2016 на Wayback Machine
- «Герой России» (2014) Архивная копия от 6 мая 2016 на Wayback Machine

### Поэзия
- «Паруса» (1983)
- «По белу свету» (1986)
- «Хроники хутора Мелового» (1987)
- «Майские метели» (1988)
- «Как казаки беду хоронили» (1988).
- «Время уплаты всех долгов» (1991)
- «Так редко говорим с друзьями» (1994)

### Публицистика
- Пять поводов для раскаяния (2004)
- Дорога домой (2004)
- С одного корня (2010)
- Юрий Ильенко. Отсроченное прощание (2010)
- В поисках праведника (2010)
- Дороги Мусия Коршуны (2010)
- Дорога в никуда (2011)
- Розовая ласточка Николая Мирошниченко (2011)
- Камешек в сапоге (2012)
- От войны к любви (2012)
- Всероссийский «Sieg Heil!» (2014)
- В ожидании Гитлера (2014)
- Госпожа снова на панели (2014)
- В мировой энциклопедии Путина искать на букву «Х» (2014)
- Мастера культуры России также мастерили войну с Украиной (2014)
- На Донецк и Луганск упала наказание за библейский грех (2014)
- На Донбассе идет Отечественная война, а не антитеррористическая операция (2014)
- Почему сошел с ума рядовой Мальцев (2014)
- Как с Путина лепят шар (2014)
- За подбитый русский танк надо доплачивать (2014)
- Солдат России без чести, без доблести, без славы (2015)
- Оружие, которым Россия убивает украинский (2015)
- Только нам отмечать праздники по российскому календарю (2015)
- Гибридную войну запущен. На очереди крестовый поход? (2015)
- Онуфрий — сын Кирилла. Верноподданный врага Украины (2015)
- Путин устанавливает на Донбассе гибридный мир (2015)
- Я — националист не потому, что ненавижу, а потому, что люблю (2015)
- В прошлой жизни Путин был апостолом Павлом (2015)
- Путин учится в Сахарова (2015)
- Россия потеряла ядерный щит, который когда-то выковала для неё Украина (2015)
- Путинский режим следует заменить техническим правительством, а страну — разоружить (2015)
- Господь никогда не качал россиян в одной колыбели с Украинской (2015)
- Она победила. Он — проиграл (2016)
- Патриарх Кирилл подталкивает Россию к катастрофе (2016)
- Россия на территории Украины имеет именоваться Московией (2016)
- Страна выглядит уставшей и немного отчаявшихся

## Акценты
"Ковчег. Колыбельная для смерти " 

По жанру это «роман-путешествие в 333 воспоминаниях, снах и видениях». Двухтомное сочинение состоит из сорока дней-разделов, каждый из которых в свою очередь содержит семь подразделений и одну-две вставные новеллы. «Ковчег» имеет два сюжетных пласта. Критики отметили определённое структурное родство с романом «Мастер и Маргарита». Но если у Булгакова в историю нашего вмонтирован библейский (евангельский) сюжет, то в «Ковчеге» наоборот: истории современников погружено в библейское событие. Интересным представляется и то, что предметом художественного исследования автор сделал жизнь реальных людей.
«Ковчег» можно считать романом-предчувствием. Действие в нём начинается на небольшой реке Луганщины, которая неожиданно выходит из берегов, заливает село, все окрестные земли и превращается во всемирный потоп. За год по завершении произведения на востоке Украины началась война.
- О чём ваш «Ковчег …» — о сорокадневной жизни на речной судне или о путешествии в смерть?
— Если бы я был большим нахалом, чем есть на самом деле, и не боялся, что мои слова услышит Господь сказал так: в романе изложен опыт умирания. Однако я такого не скажу, ведь знаю: такой опыт невозможен в принципе. Человеку никогда не откроется то, чего ему знать не стоит. 

(Из интервью Сергея Чиркова)
«Дом-Дом»

Повесть автор задумал как «недетектив в 225 убийствах и 17 покушениях». Его героями являются двенадцать смельчаков некой страны которых объединил внутренний протест, нежелание мириться с преступными действиями власти. Чашу их гнева переполнил "Закон о букве «Ї», принятый высшим законодательным органом страны. По странному стечению позорное голосования в тамошнем Сенобри произошло через семь минут после принятия аналогичного по содержанию документа украинским парламентом.
Мятежное правосудия смельчаки вершат в ночь на 21 декабря 2012, когда все ожидали конца света.
Повесть, как и роман «Ковчег», во многом оказалась пророческой. Через два месяца после завершения публикации произведения на сайте «Газеты по-украински» грянула революция Достоинства. Случилось то, что казалось невозможным, когда автор садился за свое произведение.